# Emilian Czyrniański

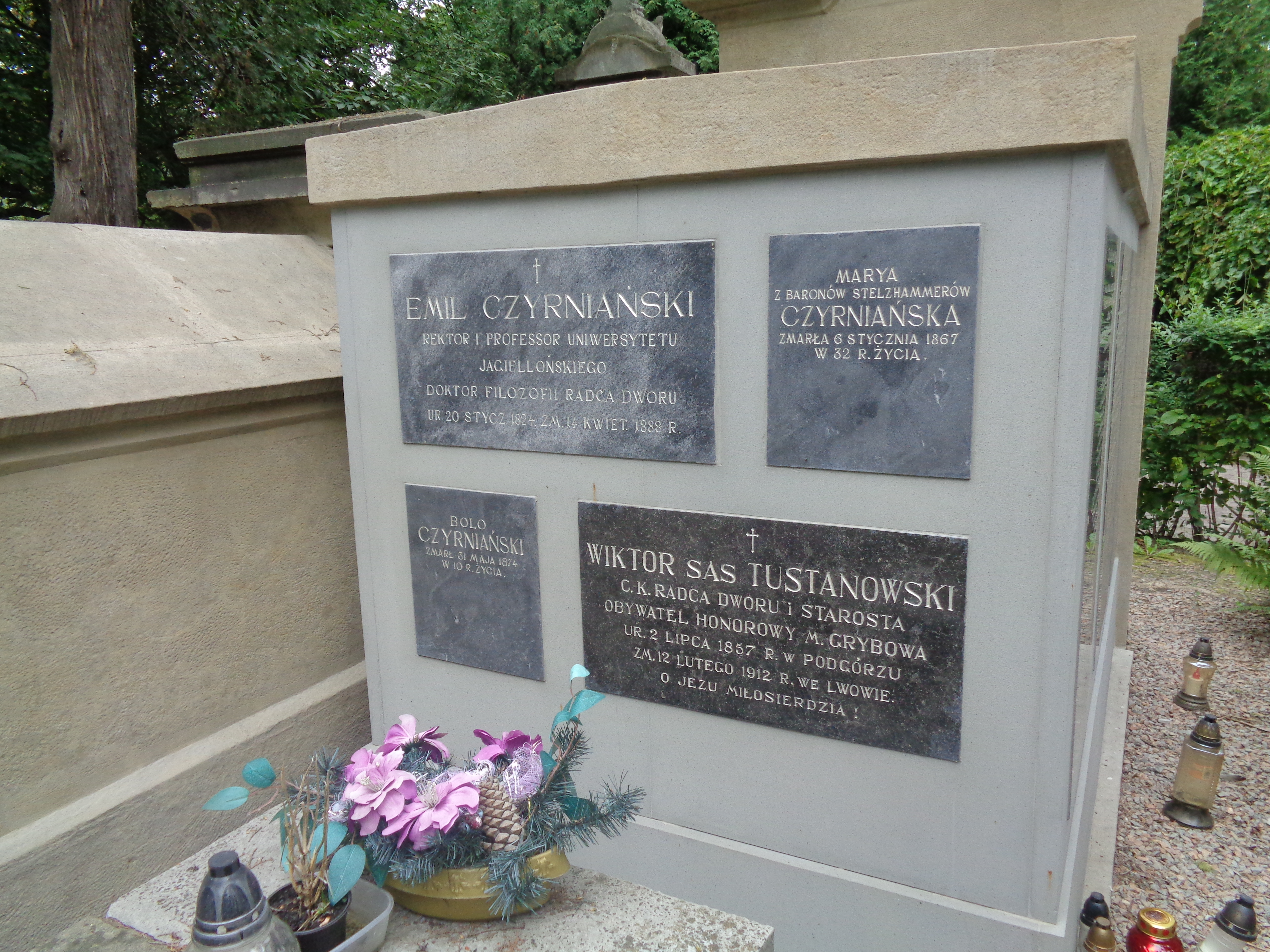
Grób Emiliana Czyrniańskiego na cmentarzu Rakowickim

Emilian Czyrniański, rusiń. Емілиян Чырняньскій (ur. 20 stycznia 1824 we Florynce, zm. 14 kwietnia 1888 w Krakowie) – polski chemik, łemkowskiego pochodzenia, rektor Uniwersytetu Jagiellońskiego w Krakowie w 1874–1875, współzałożyciel Akademii Umiejętności.

## Życiorys
Wychował się w greckokatolickiej rodzinie łemkowskiej Hryhorija i Chrystyny rod. Kaniuk. Ojciec był proboszczem we Florynce, zajmując też stanowisko inspektora szkolnego w Muszynie, później radcy Konsystorza Przemyskiego ds. szkolnych.
Emilian Czyrniański uczęszczał do szkoły powszechnej w rodzinnej miejscowości, następnie ukończył gimnazjum w Nowym Sączu. W 1842–1844 studiował teologię greckokatolicką w Instytucie Teologicznym w Przemyślu. W 1844 przeniósł się do Wydziału Teologicznego Uniwersytetu Lwowskiego. Przerwał naukę i zamieszkał w Przemyślu, gdzie pracował jako pomocnik aptekarza.
W 1846 powrócił do Lwowa, podejmując studia w Akademii Technicznej. W następnym roku, już w czasie studiów, został młodszym asystentem i członkiem Galicyjskiego Towarzystwa Gospodarskiego. W 1849–1851 pracował na stanowisku adiunkta w Uniwersytecie Praskim. W 1851 uzyskał tytuł profesora nadzwyczajnego i objął katedrę chemii ogólnej na Uniwersytecie Jagiellońskim. W tym samym roku został przyjęty do Towarzystwa Naukowego Krakowskiego, przekształconego w 1872 w Akademię Umiejętności. W 1859 otrzymał tytuł profesora, aby w 1874 objąć stanowisko dziekana Wydziału Filozoficznego. W następnym roku akademickim (1874–1875) pełnił funkcję rektora uczelni, zasiadając również w Sejmie Krajowym. Został usunięty z funkcji z powodu nieustępliwego zabiegania o język polski jako wykładowy w uczelniach Galicji . W 1859 został uhonorowany godnością Doktora honoris causa Uniwersytetu Jagiellońskiego.
Zmarł na atak serca 14 kwietnia 1888. Pochowany został na cmentarzu Rakowickim w Krakowie.
Miał córkę Marię Krystynę, żonę Józefa Stanisława Retingera (1849–1897), matkę Józefa Hieronima (1888–1960).

## Działalność naukowa
Emilian Czyrniański wniósł poważny wkład do polskiej chemii. Już w 1850 opublikował znaczącą rozprawę pt. Wirujące niedziałki, w której przedstawił oryginalną koncepcję atomistyczną. Rozwijał ją następnie przez cały okres pracy naukowej, uzupełniając spostrzeżeniami o wiązaniach chemicznych: Teoryja tworzenia się połączeń chemicznych na podstawie ruchu wirowego atomów (1862), Rozwinięcie krytyczne teoryi chemicznej opartej na ruchach wirowych niedziałek (1876), Teoryja mechaniczno-chemiczna oparta na ruchach wirowych niedziałek (1876), Teoryja chemiczno-fizyczna na podstawie przyciągania się i ruchu wirowego niedziałek (1884).
Jako pierwszy w dziejach polskiej nauki przedstawił propozycję polonizacji terminologii chemicznej w sposób spójny i usystematyzowany, wykładając swoje spostrzeżenia w pracy pt. Słownictwo polskie chemiczne (1853). Skutecznie zabiegał o wprowadzenie tej formy jako normy terminologicznej używanej w szkołach realnych, gimnazjach i uczelniach Galicji (obowiązywała do 1919).
Poddawał próbom wody mineralne z różnych okolic Galicji i Czech. W 1874–1877 badał wody pochodzące z Iwonicza i Krynicy.
W swojej działalności naukowej poświęcił też dużo miejsca na opracowanie podręczników chemii dla potrzeb szkolnictwa i upowszechnienia wiedzy chemicznej. Opublikował pierwszy w języku polskim podręcznik wiedzy powszechnej z zakresu chemii (Wykład chemii nieorganicznej zastosowanej do przemysłu, rolnictwa i medycyny, 1859). Opracował syntezę ówczesnej wiedzy chemicznej, przygotowując dwa niezależne podręczniki, osobno opisujące chemię organiczną i nieorganiczną – Chemija nieorganiczna i organiczna zastosowana do przemysłu, rolnictwa i lékarstwa (t. 1–2, 1866–1867). Opublikował również podręczniki chemii nieorganicznej: akademicki (Chemija nieorganiczna ułożona dla uniwersytetów i akademij technicznych, 1874) oraz dla średnich szkół technicznych (Chemija nieorganiczna mniejsza ułożona dla szkół realnych, 1874).